# Deutsche Neo-Cadre-Meisterschaft 1968/69

Veranstaltungsort: Düren

Die Deutsche Neo-Cadre-Meisterschaft 1968/69 war eine Billard-Veranstaltung und fand vom 13. bis zum 15. Dezember 1968 in Düren statt.

## Geschichte
Die Deutsche Neo-Cadre-Meisterschaft wurde in Düren ausgetragen. Die Idee dieser Meisterschaft war die Cadre-Disziplinen (Cadre 47/1, Cadre 47/2 und Cadre 71/2) auf eine Cadre-Disziplin zu verändern. Das scheiterte aber an den verschiedenen Verbänden in Europa. Diese wollten die gewohnten Turniere weiterführen. Damit blieb diese Veranstaltung, genauso wie die Neo-Cadre-Europameisterschaft im belgischen Courcelles ein einmaliges Experiment.
Die Meisterschaft war eine sehr spannendes Turnier. In der letzten und damit entscheidenden Partie kam es zum Duell Siegfried Spielmann gegen Dieter Müller. Nach einer Serie von 199 Punkten führte der Berliner mit 283:153. Kurze Zeit später stand es sogar 298:222. Jetzt zeigte sich wieder einmal die enorme Konzentrationsfähigkeit des Düsseldorfers. Spielmann beendete das Match mit einer sehr stark gespielten Schlussserie von 78 Punkten und holte sich den Titel. Alle seine Leistungen sind natürlich deutsche Rekorde für die Ewigkeit, da es kein weiteres Turnier in dieser Disziplin geben wird. Platz drei belegte der Münchener Peter Sporer.

## Turniermodus
Das ganze Turnier wurde im Round-Robin-System bis 300 Punkte mit Nachstoß gespielt. Bei MP-Gleichstand wurde in folgender Reihenfolge gewertet:
1. MP = Matchpunkte
2. GD = Generaldurchschnitt
3. HS = Höchstserie

## Abschlusstabelle
| Klassement                 | Klassement                               | Klassement | Klassement | Klassement | Klassement | Klassement | Klassement |
| Platz                      | Name                                     | MP         | Pkte.      | Aufn.      | GD         | BED        | HS         |
| -------------------------- | ---------------------------------------- | ---------- | ---------- | ---------- | ---------- | ---------- | ---------- |
| 1                          | Siegfried Spielmann (Düsseldorf)         | 8:0        | 1200       | 30         | 40,00      | 100,00     | 236        |
| 2                          | Dieter Müller (Berlin)                   | 6:2        | 1198       | 34         | 35,23      | 37,50      | 199        |
| 3                          | Peter Sporer (München)                   | 2:6        | 877        | 47         | 18,66      | 18,75      | 212        |
| 4                          | Günter Siebert (Unna)                    | 2:6        | 686        | 47         | 14,59      | 20,00      | 89         |
| 5                          | Matthias Metzemacher (Bergisch Gladbach) | 2:6        | 594        | 62         | 9,58       | 14,28      | 79         |
| Turnierdurchschnitt: 20,35 |                                          |            |            |            |            |            |            |